# Paraphenice incisa
Paraphenice incisa är en insektsart som beskrevs av Van Stalle 1986. Paraphenice incisa ingår i släktet Paraphenice och familjen Derbidae. Inga underarter finns listade i Catalogue of Life.